# Józef Jethon
Józef Jethon (ur. 1941) – polski chirurg, dr hab. nauk medycznych, profesor nadzwyczajny i kierownik Kliniki Chirurgii Plastycznej Studium Kliniczno-Dydaktycznego Centrum Medycznego Kształcenia Podyplomowego.

## Życiorys
Obronił pracę doktorską, 1 stycznia 1989 habilitował się na podstawie pracy zatytułowanej Ocena wyników wczesnego wycięcia tkanek martwiczych w ciężkich oparzeniach w materiale klinicznym i eksperymentalnym. Został zatrudniony na stanowisku profesora nadzwyczajnego i kierownika w Klinice Chirurgii Plastycznej Studium Kliniczno-Dydaktycznego Centrum Medycznego Kształcenia Podyplomowego.
Był członkiem prezydium Polskiego Towarzystwa Chirurgii Plastycznej, Rekonstrukcyjnej i Estetycznej. W latach 1991–1993 i 2001–2003 był jego prezesem. W 1998 został Konsultantem Krajowym ds. chirurgii plastycznej i leczenia oparzeń. Pełnił ten urząd do 2001 roku. W latach 1997–2012 był kierownikiem Kliniki Chirurgii Plastycznej i Rekonstrukcyjnej Centrum Medycznego Kształcenia Podyplomowego.